# Ла-Меса (Нью-Мексико)
Ла-Меса (англ. La Mesa) — переписна місцевість (CDP) в США, в окрузі Донья-Ана штату Нью-Мексико. Населення — 649 осіб (2020).

## Географія
Ла-Меса розташована за координатами 32°7′28″ пн. ш. 106°42′32″ зх. д. / 32.12444° пн. ш. 106.70889° зх. д. (32.124401, -106.708982).  За даними Бюро перепису населення США в 2010 році переписна місцевість мала площу 6,13 км², уся площа — суходіл.

## Демографія
Згідно з переписом 2010 року, у переписній місцевості мешкало 728 осіб у 273 домогосподарствах у складі 195 родин. Густота населення становила 119 осіб/км².  Було 298 помешкань (49/км²).
Расовий склад населення:
| - 76,2 % — білих - 1,4 % — корінних американців - 19,2 % — осіб інших рас |

До двох чи більше рас належало 3,2 %. Частка іспаномовних становила 84,5 % від усіх жителів.
За віковим діапазоном населення розподілялося таким чином: 26,1 % — особи молодші 18 років, 57,6 % — особи у віці 18—64 років, 16,3 % — особи у віці 65 років та старші. Медіана віку мешканця становила 39,1 року. На 100 осіб жіночої статі у переписній місцевості припадало 89,6 чоловіків;  на 100 жінок у віці від 18 років та старших — 88,1 чоловіків також старших 18 років.
Середній дохід на одне домашнє господарство  становив 43 746 доларів США (медіана — 29 083), а середній дохід на одну сім'ю — 49 613 долари (медіана — 37 031). Медіана доходів становила 30 000 доларів для чоловіків та 35 268 доларів для жінок. За межею бідності перебувало 24,1 % осіб, у тому числі 32,3 % дітей у віці до 18 років та 45,5 % осіб у віці 65 років та старших.
Цивільне працевлаштоване населення становило 294 особи. Основні галузі зайнятості: мистецтво, розваги та відпочинок — 18,7 %, роздрібна торгівля — 18,0 %, освіта, охорона здоров'я та соціальна допомога — 17,0 %.